# Jorge Du Peixe
Jorge Du Peixe, nome artístico de Jorge José Carneiro de Lira (Recife, 8 de janeiro de 1967), é um cantor e compositor brasileiro, tendo ocupado diversas funções na banda Nação Zumbi.
Desde a morte de Chico Science, em 1997, Jorge é responsável pelos vocais e sampler no grupo. Integra também outros projetos musicais, como as bandas Los Hooligans e Los Sebosos Postizos, além de realizar diversas colaborações no cinema, compondo trilhas sonoras para filmes nacionais, como Amarelo Manga e Febre do Rato.

## Infância e adolescência

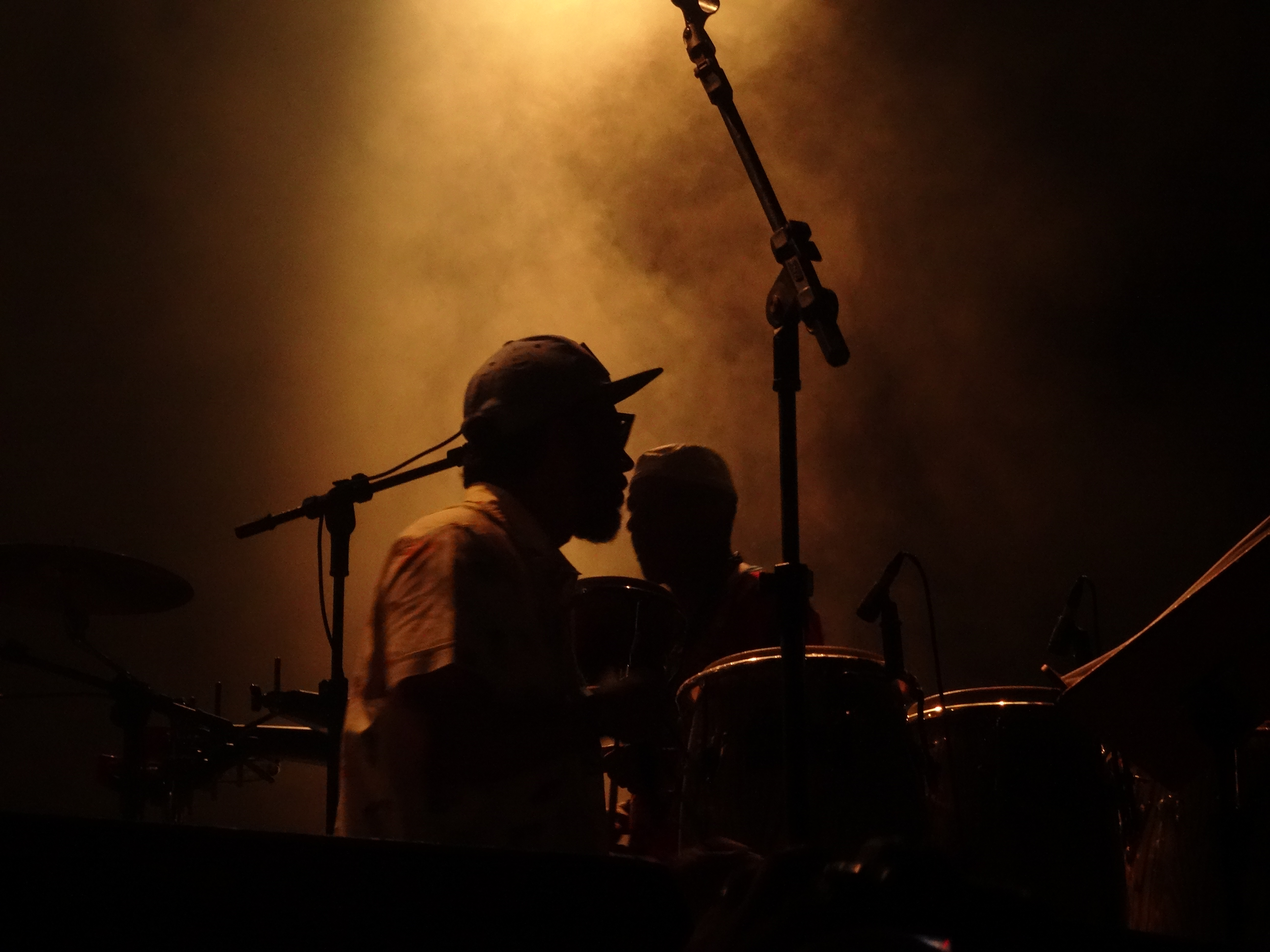
Jorge Du Peixe em 2016.

Jorge viveu a infância e parte da adolescência no bairro de Caxangá, em Recife. Depois se mudou para Salvador, Bahia devido ao trabalho de seu pai, vivendo na capital baiana durante dois anos. Ao retornar para Recife, foi morar no bairro Rio Doce, onde conheceu e se tornou amigo de Chico Science, cuja amizade foi alimentada pelo interesse de ambos pela cultura musical urbana da Grande Recife.
Jorge é um dos idealizadores do movimento musical pernambucano dos anos 1990 conhecido pelo manguebeat, um dos mais diversos movimentos culturais do Brasil, ganhando notoriedade nacional e alcançando sucesso internacional ao ser o artista do "manguebeat" de turnês mundiais.

## Carreira musical
Jorge ingressou na carreira do mundo musical no início dos anos 1990, sempre tendo como referência o rock alternativo, o post-rock e o movimento Manguebeat. Já era integrante da banda Nação Zumbi quando seu grande amigo Chico Science, vocalista, faleceu em 1997 e Du Peixe assumiu o seu lugar nos vocais e no sampler.
Com a banda, o músico participou do lançamento de 13 discos, gravou com vários artistas e fez shows em diversos países. Além da Nação Zumbi, Jorge Du Peixe fazia parte de outros projetos musicais, como a banda Los Sebosos Postizos, onde lançou um disco chamado "Los Sebosos Postizos Interpretam Jorge Ben Jor" com músicas de Jorge Ben Jor, e o grupo Afrobombas que além de Jorge tem como vocalista a filha de Chico Science, Lula Lira.
Jorge também se aventurou no universo cinematográfico ao compor trilhas sonoras para alguns filmes nacionais, como Amarelo Manga (2001) e Febre do Rato (2011). E como o mundo das artes é o que ele domina, Du Peixe lançou, em 2020, o seu primeiro livro juvenil chamado "A Nave". Com a narração de Jorge e ilustrado pelo artista Rodrigo Visca, o livro foi lançado pela editora Barbatana.
Sua principal influência é o cantor e compositor Luiz Gonzaga, em entrevista ele diz que "O Baião é a Matriz" da música brasileira.

## Discografia

### Álbuns de estúdio

#### Com Chico Science & Nação Zumbi
- Da Lama ao Caos (1994) —   Ouro
- Afrociberdelia (1996) —   Ouro
- CSNZ (1998) — Chaos/Sony Music
- Rádio S.Amb.A. (2000) — YB Music
- Nação Zumbi (2002) — Trama
- Futura (2005) — Trama
- Fome de Tudo (2007) — Deckdisc
- Nação Zumbi (2014) — SLAP/Som Livre
- Radiola NZ Vol. 1 (2017)

### Álbuns ao vivo
- Propagando ao vivo (2006) — Trama
- Ao Vivo no Recife (2012) — Deckdisc